# Mardża
Mardża (także Marja, Marjah, Mardżeh) – miasto w Afganistanie, położone w prowincji Helmand w dystrykcie Nad Ali na południowy zachód od miasta Laszkargah, około 80-85 tys. mieszkańców.
W 2006 roku Mardża została zajęta wraz z innymi miejscowościami w Helmandzie przez talibów i została zamienione w ich stolicę na południu Afganistanu. Powstały tu fabryki min i bomb podkładanych na drogach. Powstała tu też osobna talibska administracja, sądy i policja. Miasto Mardża zbudowali Amerykanie na prośbę króla afgańskiego pod koniec lat 50. XX wieku. Miasto stało się rolniczym zagłębiem Afganistanu - dzięki wykopanym tu licznym kanałom irygacyjnym zaczęto uprawiać pszenicę i powstały liczne sady, a te uprawiali koczownicy osadzani tu przez króla. Liczne wojny zniszczyły jednak te uprawy, a zamiast pszenicy zaczęto tu uprawiać na masową skalę mak, z którego wytwarzane są narkotyki.
W lutym 2010 roku miasto stało się jednym z celów połączonej operacji Musztarak wojsk NATO i afgańskich. Do natarcia na Mardżę wyznaczono 15 tys. żołnierzy wojsk USA i Wielkiej Brytanii, w tym także 2,5 tys. wojska afgańskiego. Miasta miało bronić 2 tys. talibów. 17 lutego w Mardży wywieszono afgańską flagę. W uroczystości zawieszania zielono-czerwonej flagi państwowej na dachu budynku w centrum miasta brał udział gubernator prowincji, afgańscy żołnierze, amerykańscy marines i mieszkańcy miasta.